# Euryschema tricycla
Euryschema tricycla là một loài bướm đêm trong họ Noctuidae.